# Joseph Addai
Joseph Addai Jr. (Houston, Texas, 3 de maio de 1983) é um ex jogador de futebol americano da National Football League (NFL) que jogava na posição de running back.

## Começo da carreira
No high school começou jogando como quarterback canhoto pelo Sharpstown Apollos, porém em seu primeiro ano ele completou apenas 37 passes para 425 jardas. Ele se deu melhor correndo com a bola conquistando 1 429 jardas em apenas 159 corridas. Addai foi nomeado All-america pela ESPN e pela Fox Sports.

## Faculdade
Addai começou jogando pela Universidade do Estado da Luisiana como FB sendo muito usado no bloqueio mas ele conseguiu correr para 2 577 jardas. Passou então a ser titular na LSU na posição de RB onde consegui excelentes números e notoriedade por suas habilidades em especial perto da end zone adversária. Ele terminou a universidade como o quinto em todos os tempos correndo com a bola e já era considerado um dos RB mais promissor do próximo draft da liga profissional.

## NFL
Joseph Addai foi selecionado no primeiro Round (30° overall pick) do draft de 2006 pelo Indianapolis Colts. Addai  foi o terceiro running back escolhido pelo Colts na Primeira Rodada de um draft nos últimos 20 anos quando Marshall Faulk em 1994 e Edgerrin James em 1999 foram selecionados na primeira rodada do draft pelo time de Indiana.
No dia 26 de Novembro de 2006, Addai empatou com o recorde da franquia e também com o recorde da NFL para um Rookie (calouro) com 4 TDs corridos em um jogo contra o Philadelphia Eagles. Em dezembro do mesmo ano Addai foi nomeado "Offensive Rookie of the Month" (calouro ofensivo do mês) pela NFL por suas atuações.
Durante a temporada de 2006 da NFL, Addai liderou os Rookies em jardas com 1 081 além de ter feito 7 TDs. Ele também tornou-se o primeiro rookie a correr mais de 1000 jardas sem ter começado um jogo como titular durante a temporada regular. Sua estréia como titular veio no dia 6 de janeiro de 2007 em um jogo de wildcard nos playoffs contra os Chiefs onde ele correu para 122 jardas em 25 corridas além de ter marcado 1 TD e ter pego 7 passes para 26 jardas. Na semana seguinte contra o Baltimore Ravens no playoff de divisão, Addai enfrentou dois dos melhores linebackers da liga: Ray Lewis e Bart Scott. Mas o Jovem RB levou a melhor e o Colts venceu por 15 a 6.
Na tão esperada final da AFC no dia 21 de janeiro de 2007 contra o New England Patriots Addai marcou o TD da vitória faltando quase 1 minuto para o final do jogo garantindo assim uma vaga no Super Bowl XLI. No SB XLI, os Colts enfrentaram uma das melhores defesas da liga, a do Chicago Bears. Mas addai conseguiu correr para 77 jardas além de 10 recepções para 66 jardas somando no total 143 jardas. Com 10 passes pegos, J. Addai quebrou um recorde de recepções para um RB em um jogo de SB e a apenas uma recepção do recorde geral de recepções na final.
Na temporada seguinte de 2007, Addai mais uma vez foi fundamental no respeitado ataque de indianapolis correndo mais uma vez para mais de 1000 jardas além de 12 TDs corridos. No dia 4 de novembro de 2007, Addai tornou-se o primeiro running back dos Colts a conseguir 100 jardas recebidas e 100 jardas corridas em um jogos, que foi contra os Patriots.
Na temporada de 2008, Addai porem se machucou com freguência além de contar com uma pessima linha ofensiva(que também contou com muitas contusões. Addai decepcionou em seu terceiro ano com um pouco mais de 500 jardas corridas.
Em 1 de novembro de 2009, em uma partida contra o San Francisco 49ers válido pela temporada regular na NFL, Joseph Addai completou seu primeiro passe lançado como profissional, com Reggie Wayne marcando o touchdown de recepção.
Addai se tornou um free agent (sem contrato) após a temporada de 2010 mas renovou com os Colts em 31 de julho de 2011.
Foi dispensado dos Colts em março de 2012.
Em 6 de maio de 2012, Addai acertou um contrato de um ano com o New England Patriots. Mas em 25 de julho ele foi dispensado. Logo depois se aposentou.

## Estatísticas
| Ano   | Time               | Jogos | Corridas | Jardas | Jardas por corrida | TDs |
| ----- | ------------------ | ----- | -------- | ------ | ------------------ | --- |
| 2006  | Indianapolis Colts | 16    | 226      | 1 081  | 4,8                | 7   |
| 2007  | Indianapolis Colts | 15    | 261      | 1 072  | 4,1                | 12  |
| 2008  | Indianapolis Colts | 12    | 155      | 544    | 3,5                | 5   |
| 2009  | Indianapolis Colts | 15    | 219      | 828    | 3,8                | 10  |
| 2010  | Indianapolis Colts | 8     | 116      | 495    | 4,3                | 4   |
| 2011  | Indianapolis Colts | 12    | 118      | 433    | 3,7                | 1   |
| Total |                    | 78    | 1 095    | 4 453  | 4,1                | 39  |